# 虛擬女童 (sweetie)
虛擬女童， 是一個由兒童人權組織 Terre des Hommes所開發的電腦虛擬動畫人物，用以網路視訊吸引戀童犯上鉤，取得罪犯資料後，將資料傳至當地執法部門，用以打擊網路戀童色情犯罪。

## 背景
2013年位於荷蘭的人權組織Terre Des Hommes 有鑑於戀童犯罪於網路上日益嚴重，於是與電腦動畫公司合作，創造一名10歲的虛擬菲律賓小女孩 （sweetie），藉以打擊犯罪。

## 打擊犯罪
工作人員會以10歲菲律賓小女孩的身分進入聊天室，與戀童犯進行視訊聊天，通過鏡頭虛擬女童成功取信對方，取得對方電匯收款，以及取得對方Skype 資料，一旦成功取得對方資料Sweetie 會結束視訊，並將搜集完成的資料回報給當地的執法部門。Sweetie 在網路上10週，成功的逮到超過1000名罪犯，來自71個國家。目前Sweetie 已經退役，並且永不再啟用。

## 獲獎
2014年獲頒坎城創意節（Cannes Lions）的公益與永續性年度大獎（Grand Prix for Good）